# Feminisme postestructuralista
El feminisme postestructuralista o postfeminisme és un corrent de la teoria feminista que fa una revisió crítica de les segona i tercera onades del feminisme i, des del marc d'una perspectiva postmoderna i de la globalització, es marca com a objectiu atendre les seves contradiccions i omplir-ne les absències: categories de diferència com l'edat i la posició social en un principi de les dones, així com l'ètnia, estan lligades a corrents com el feminisme postcolonial. Es troba igualment al marc de la teoria queer i del moviment LGBT, afegint tots els gèneres i preferències sexuals, a més de posicionar-se en contra del concepte binarista de gènere i dels rols de gènere. Una de les aportacions més rellevants al respecte la fa Judith Butler al llarg de la seva obra, tot definint el gènere com a acte i constructe performatiu.
D'altres autors i autores consideren el feminisme postestructuralista una quarta onada de feminisme mentre que per a d'altres el mateix mot "feminisme" és ginocèntric i el postfeminisme ja no ho és, teoritzant (estudis de gènere) i lluitant per la igualtat de drets i oportunitats de les persones de qualsevol gènere.
Es configura paral·lelament al feminisme de la diferència, que també defensa que les dones (no "la dona", el plural n'és una innovació) puguin ser diferents entre elles i que no cal que siguin com un home (ni com homes) per a tenir els mateixos drets i oportunitats. El postfeminisme vol desconstruir i erradicar la categoria "dona" com a categoria d'identitat universal. A més, incorpora crítiques culturals, socials i científiques a certes formes de pensament cultural i filosòfic que romanen encara en la societat actual des de l'època de la Il·lustració i la modernitat.
El postfeminisme se centra també en la lluita contra els micromasclismes (masclismes socialment acceptats) exercits pels poders polítics i econòmics en els mitjans de comunicació. Per exemple, denuncia que en pàgines informatives serioses de la premsa es destrueixi la credibilitat de les dones fent referència a aspectes seus com l'aspecte físic (cosificació de les dones), els costums o la vida privada, en comptes de centrar-se únicament en el seu treball o carrera (vegeu Test de Finkbeiner). També que trïin de parlar de persones menys interessants per apartar el focus dels veritables protagonistes i així no afrontar els conflictes reals. Demana canvis institucionals que, més enllà de lleis de paritat, afegeixin veritablement totes les voluntats i punts de vista als òrgans pràctics i decisius de govern i de direcció als diferents poders públics i privats.

## Cultura postfeminista

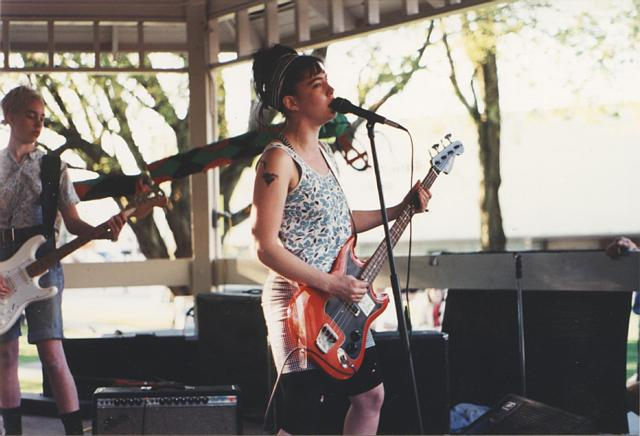
Bikini Kill el 1991

El postfeminisme proposa una definició de la identitat que subratlla la construcció social i política dels sexes, els gèneres i les sexualitats. Critica la concepció universalista i naturalista dominant de la representació artística, cercant desemmascarar les estructures de poder que la fan possible. Un dels seus camps d'acció és l'art, i la cultura en general, ja que l'entén com una suma d'accions pràctiques polítiques per a crear altres subjectivitats i visibilitzar altres maneres de comprendre el món. El postfeminisme ha revisat alguns mites i arquetips femenins, i dona una altra visió a, per exemple, la vagina dentata. Inclou nombrosos col·lectius d'art d'acció, arts escèniques, musicals i arts visuals, com per les exemple les Riot Grrrl, i nous gèneres com el postporno.
Dintre de la cultura popular, hi ha per exemple la sèrie de televisió Infidels, que tracta les dones des d'una perspertiva postfeminista segons la Universitat Pompeu Fabra. Alguns consideren postfeminista avant la lettre la protagonista del text teatral Casa de nines (1879) d'Ibsen.